# Fiorini
Fiorini (olaszul: Fiorini) falu Horvátországban, Isztria megyében. Közigazgatásilag Brtoniglához tartozik.

## Fekvése
Az Isztria északnyugati részén, Umagtól 10 km-re délkeletre, községközpontjától 4 km-re délnyugatra levő termékeny mezőn fekszik. Fiorini mellett még Balbije település tartozik hozzá.

## Története
1880-ban 179, 1910-ben 253 lakosa volt. Az első világháború után a rapallói szerződés értelmében Isztria az Olasz Királysághoz került. 1943-ban az olasz kapitulációt követően német megszállás alá került, mely 1945-ig tartott. A második világháború után a párizsi békeszerződés értelmében Jugoszlávia része lett, de 1954-ig különleges igazgatási területként átmenetileg a Trieszti B zónához tartozott és csak ezután lépett érvénybe a jugoszláv polgári közigazgatás. A település Jugoszlávia felbomlása után 1991-ben a független Horvátország része lett. 2011-ben a falunak 160 lakosa volt. Lakói főként mezőgazdasággal és turizmussal foglalkoznak.

## Nevezetességei
Szent Fülöp és Jakab apostolok tiszteletére szentelt plébániatemploma 1609-ben épült, 1926-ban és 1995-ben megújították. Háromhajós épület, szentélyt diadalív választja el a főhajótól. A homlokzat feletti kis nyitott harangtoronyban egy harang található. A főoltáron a gyermekét karjában tartó Madonna szobra áll. Az oltár mellett két oldalt a templom két védőszentjének szobra látható.

## Lakosság
| Lakosság változása | Lakosság változása | Lakosság változása | Lakosság változása | Lakosság változása | Lakosság változása | Lakosság változása | Lakosság változása | Lakosság változása | Lakosság változása | Lakosság változása | Lakosság változása | Lakosság változása | Lakosság változása | Lakosság változása | Lakosság változása |
| ------------------ | ------------------ | ------------------ | ------------------ | ------------------ | ------------------ | ------------------ | ------------------ | ------------------ | ------------------ | ------------------ | ------------------ | ------------------ | ------------------ | ------------------ | ------------------ |
| 1857               | 1869               | 1880               | 1890               | 1900               | 1910               | 1921               | 1931               | 1948               | 1953               | 1961               | 1971               | 1981               | 1991               | 2001               | 2011               |
| 0                  | 0                  | 179                | 284                | 234                | 253                | 0                  | 0                  | 340                | 227                | 228                | 223                | 256                | 272                | 145                | 160                |